# Viala Charon
Le baron Viala Charon, né à Paris le 29 juillet 1794 et décédé à Paris le 26 novembre 1880, est un général et homme politique français.
Gouverneur général de l'Algérie du 9 septembre 1848 au 22 octobre 1850, titulaire de la Médaille militaire en 1852, il est élevé à la dignité de grand-croix de la Légion d'honneur en 1857.

## Biographie

### Jeunesse
Élève de l’École polytechnique à partir du 11 novembre 1811,  il sert à sa sortie comme sous-lieutenant du génie militaire à Metz, le 8 octobre 1813.

### Guerres napoléoniennes
Il fait les dernières campagnes de l'Empire. Il participe à la défense de Metz lors de la campagne de 1814 puis il  fait la campagne de 1815 à l'armée du Nord et assiste à la bataille de Waterloo.

### Espagne et Belgique
Il est nommé lieutenant de la même arme le 23 mai 1815, capitaine le 10 février 1821. Il reste sept ans en Espagne, où il participe aux sièges de Pampelune en 1823 et de Saint-Sébastien. 
Capitaine depuis 1821, il prend part à l’expédition de Belgique en 1832 qui se termine par la prise d'Anvers.

### Conquête de l'Algérie
En 1835, il vient en Algérie, reste presque constamment en campagne pendant quatorze ans et y conquiert les grades supérieurs. Il défend Bougie et Blida, sans cesse attaquées par les tribus arabes et kabyles.
Il est capitaine chef du génie à Bougie le 15 février 1835, chef de bataillon en Afrique le 31 décembre 1835, lieutenant-colonel directeur des fortifications en Algérie le 21 juin 1840, colonel commandant le génie de l'armée d'Afrique le 4 janvier 1842, maréchal de camp commandant supérieur du génie en Algérie le 24 juin 1845, directeur des affaires d'Algérie au ministère de la guerre le 3 juin 1848, général de division le 10 juillet 1848, gouverneur général de l'Algérie le 9 septembre 1848.
Il participe aux expéditions de Cherchell, de Miliana (1840), de Mascara (1841), du Chéliff et des Flittas (1843), et son nom est mis cinq fois à l’ordre du jour. Colonel en 1842, maréchal de camp en 1845, Charon est nommé général de division et gouverneur général de l'Algérie le 9 septembre 1848.
Il  occupe cette haute fonction jusque dans les premiers jours d’octobre 1850, soit pendant deux ans et deux mois. Durant cette période, il  réprime l'insurrection provoquée par Ben-Taïeb entre Tlemcen et Mascara (janvier 1849), celle dirigée par Bou-Zian dans l'Aurès et le M'Zab et qui se termine par le siège et la prise de Zaatcha (du 7 octobre au 26 novembre 1849) ; une troisième, commandée par Mohammed ben Chabira, chez les Ouled Naïl. Cette dernière est vite vaincue. Lorsque ben Chabira aperçoit la colonne expéditionnaire commandée par le colonel Daumas, il s’enfuit et les rebelles se soumettent. Le général Charon décide néanmoins l’occupation définitive de Bou-Saada. Quelques jours plus tard, une nouvelle agitation se produit à Nahra, petite ville à 42 kilomètres au sud de Batna.

### Dernières années
Rappelé en France en octobre 1850, le général Charon est placé à la tête du comité des fortifications et créé sénateur le 31 décembre 1852. Il  préside également le comité consultatif de l’Algérie.

### Famille
Il a épousé la fille du général Virgile Schneider.

## Décorations
- Grand-croix de la Légion d'honneur (31 décembre 1857)
- Médaille militaire (14 juillet 1852)[2]